# HD 72908
HD 72908，又名BD+03 2014，SAO 116920、HR 3392，是一颗恒星，视星等为6.33，位于銀經222.85，銀緯24.3，其B1900.0坐标为赤經8h 30m 12.3s，赤緯+3° 24.3′ 16″。